# Lasianthus fordii
Lasianthus fordii är en måreväxtart som beskrevs av Henry Fletcher Hance. Lasianthus fordii ingår i släktet Lasianthus och familjen måreväxter. Inga underarter finns listade i Catalogue of Life.